# 中國國民黨遷臺前歷史
中國國民黨遷臺前歷史是指中國國民黨從1894年於夏威夷檀香山成立後而至1949年隨中華民國政府播遷至臺灣前的歷史。中国国民党在1928年后，成为中华民国大陆地区唯一执政党。孙中山总理、张静江主席、蔣中正总裁、胡汉民主席四人在此历史时期长期担任中国国民党最高领导人。

## 建党時期
| 年份                         | 事件 |

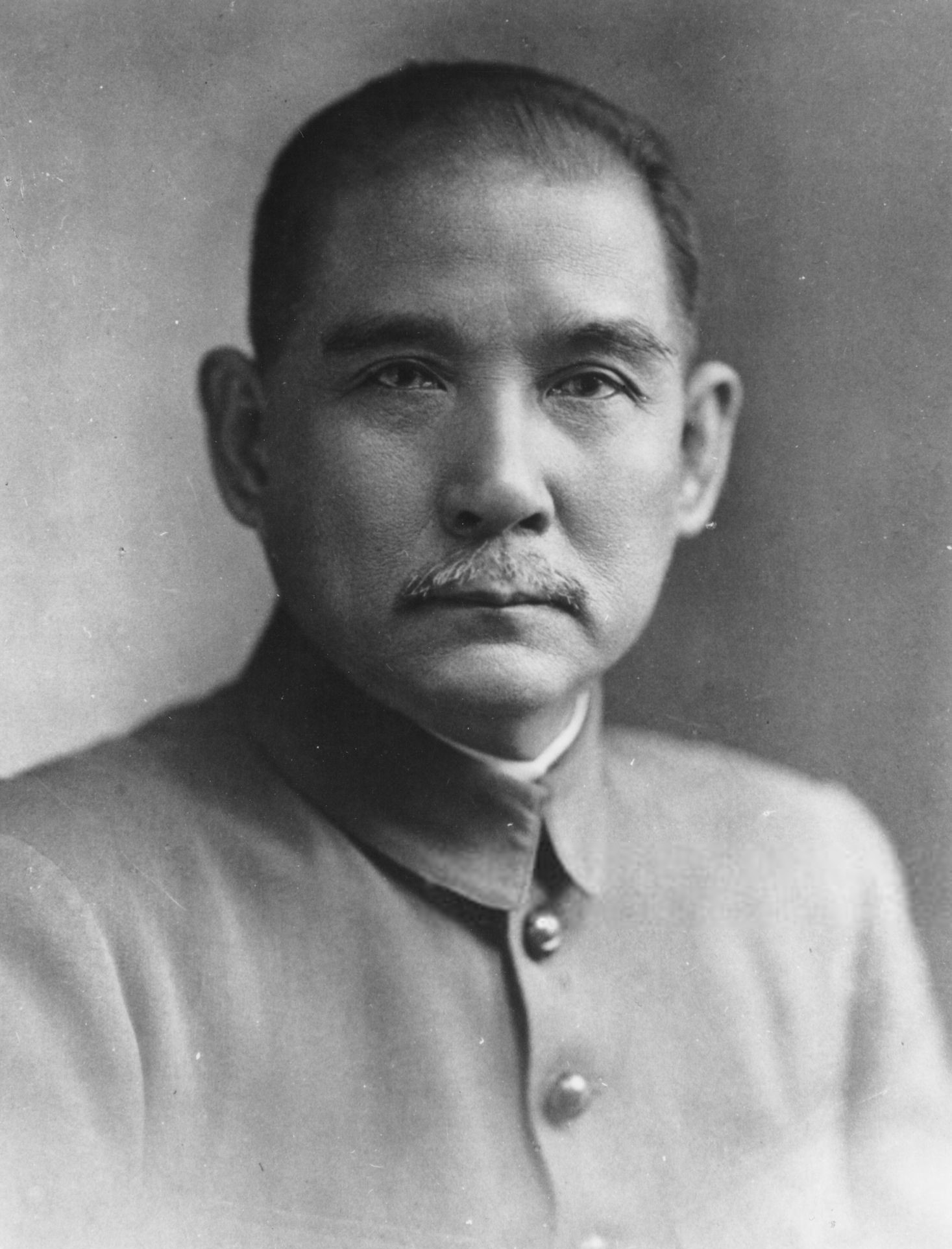
孫中山總理，中華民國國父暨中國國民黨、三民主義、五權憲法創始人。依黨章第15條，以孫中山為總理

| 清光緒20年（1894年）11月24日 | 興中會成立，在中國國民黨的傳統中，將興中會至中國國民黨的發展歷史視為一脈相承，故以興中會成立的清光緒20年（1894年）作為該黨的創黨之年，而創黨日（黨慶）為11月24日。 在组建和训练新军时，一些开明地方大员如张之洞、端方等，注重招收有文化的青年入伍，和招收留学生任军官如蔡锷、阎锡山、许崇智等，这些知识青年读过书见识广，敢于持不同政见，不同于旧军官兵愚昧效忠皇权。同时革命党人如黄兴、宋教仁等注重开展兵运，秘密向新军中输送革命分子，如吴禄贞、赵声、孙武等。这些军内革命党人待命伺机发动起义。 1911年武昌首义是新军起义，然后响应的陕西、湖南二行省，是新军起义。接下来江西、安徽、江苏、浙江、福建、山西、四川、云南、贵州等地也是新军起义。除上海、兩廣辛亥革命起义是以民军商团为主之外，其他各地起义均为新军起义为主。辛亥革命也可以说是一场规模空间的新军大起义。 中國國民黨自立黨以來，為因應時勢變化，多次實行黨的改造。隨著中華民國在中國大陸時期歷經辛亥革命、討袁護法、二次革命、東征、北伐、展開訓政、黃金十年、剿共、八年抗戰、參與創建聯合國、五權憲法。直到其後中華民國政府在國共戰爭中節節敗退，而於民國38年（1949年）播遷至臺灣。 |
| 清光緒20年（1894年）         | 正值中日甲午戰爭，孫中山赴夏威夷檀香山號召華僑親友，創立「興中會」革命救國組織。 |
| 清光緒31年（1905年）         | 興中會聯合華興會、光復會等幾個重要革命團體，於日本東京組成同盟會。 |
| 清宣統3年（1911年）10月10日  | 革命黨人領導的武昌起義，獲中國各省響應，最終致清宣統皇帝溥儀遜位成功，中華民國肇建，中國政治制度由維持兩千多年的帝制走向民主共和，為中國史上第一個民主共和國。 |
| 民國元年（1912年）1月1日     | 中華民國成立，同盟會成為合法組織。8月25日，在北京安庆会馆聯合數個小型政黨組成國民黨。 |
| 民國2年（1913年）初          | 國民黨在代理理事長宋教仁（理事長孫中山，當時國民黨的實際掌權者）領導下，於全國選舉中在參議院與眾議院皆獲得最多席次成為國會最大黨。同年3月20日，宋教仁被暗殺。同年7月12日，孫中山等人發動二次革命與護法運動，旋即失敗。11月4日袁世凱解散國民黨。 |
| 民國3年（1914年）7月         | 孫中山等人於日本東京另組中華革命黨，重新成為革命政黨。 |
| 民國8年（1919年）10月10日    | 中華革命黨在上海法租界改組為中國國民黨。 |

## 建國至敗遷

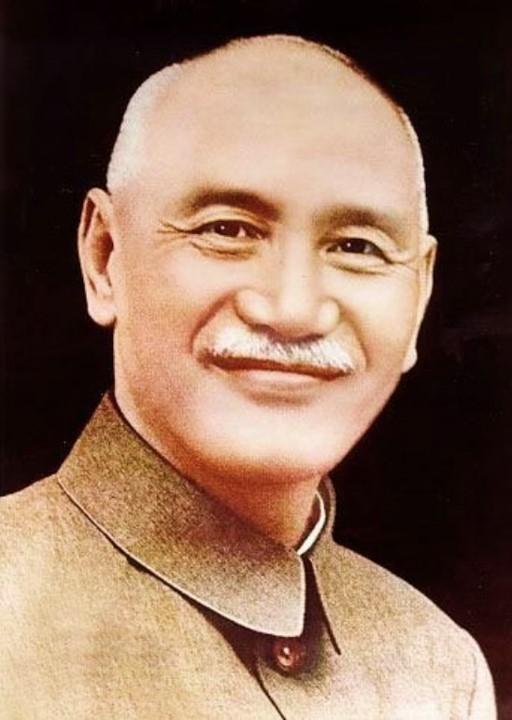
蔣中正總裁，曾任中国国民党中央执行委员会常务委员会副主席、主席。率領軍隊北伐、統一中華民國，中山艦事件（西元1926年）後長期領導中国國民黨和中華民國。依黨章第16條，以蔣中正為總裁

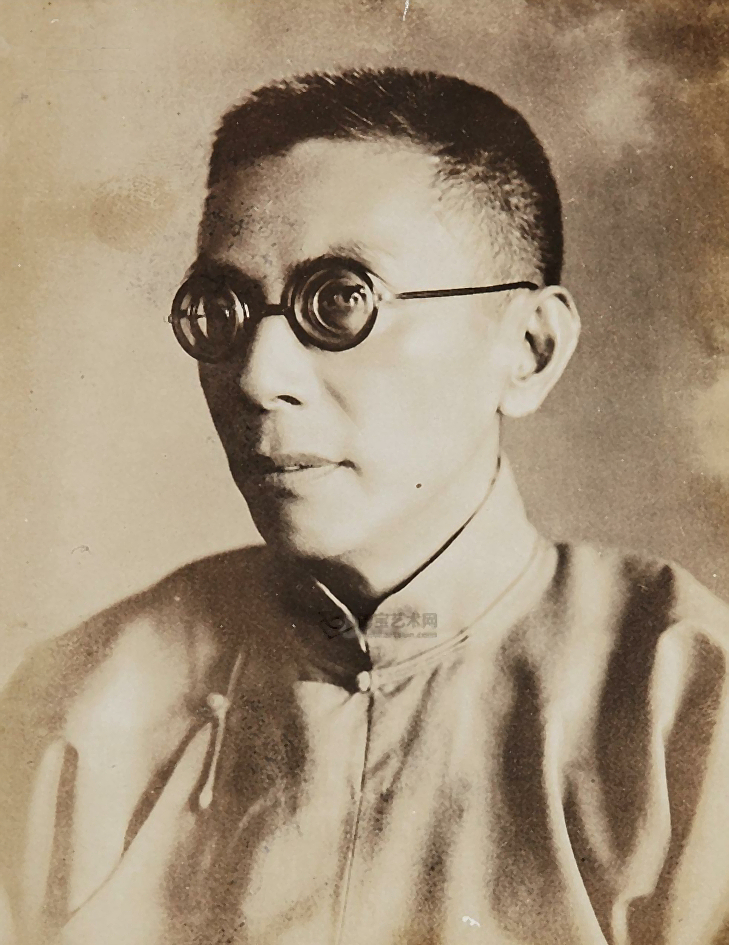
张人杰主席，於孫中山總理逝世後接任國民革命，任職中国国民党中央执行委员会常务委员会第一任主席，成为继孙中山总理之后中国国民党中央委员会第二任正式领导人

| 年份                               | 事件 |
| 1922年6月                          | 孙中山亲手扶持的粤系军阀陈炯明发动兵变，炮击广州的非常大总统府。孙中山幸免于难，得出结论：单靠军事武装的革命，未必能成功；必须扩展国民党的党务，加强党的组织与力量。 |
| 1923年1月1日                       | 孙中山发表《中国国民党宣言》和《中国国民党党纲》，宣布三民主义（民族主义、民权主义、民生主义）、五权宪法（立法权、行政权、司法权、监察权、考试权）为建国纲领。 |
| 1923年1月2日                       | 国民党改进大会召开，通过了党纲和总章。按总章规定，国民党设总理一人，“代表本党，总揽党务”，总理之下设参赞、参议若干人；国民党设本部，管理全党事务，本部下设五部：总务部、党务部、财务部、宣传部、交通部，五部之中，“总务部”排名第一。孙中山任命彭素民、林伯渠为总务部正、副部长。                                                                                            |
| 民國13年（1924年）1月              | 中國國民黨在廣州舉行第一次全國代表大會，宣佈黨內改組完成，正式進入中國國民黨階段，同時也同意了蘇聯「聯俄容共」的要求。 |
| 民國14年（1925年）                 | 以蔣中正領導的黃埔軍校師生發動東征，平定廣東，奠定隔年北伐的基礎。 |
| 民國14年（1925年）7月1日           | 以中國國民黨黨員為首的國民政府在廣州成立，由汪兆銘擔任首位主席，蔣中正担任军事委员会常委，並於隔年發動北伐。 |
| 民國15年（1926年）                 | 中國國民黨在1926年和1927年2次申请加入共产国际都被拒绝，但共产国际决议通过承认国民党为准共产党。蔣介石列名共產國際中央執行委員會名譽常委，是中國人在共產國際中最高地位。 |
| 民國15年（1926年）2月13日          | 中國國民黨中央執行委員會全权代表胡漢民請求共產國際接納國民黨加入共產國際。 |
| 民國15年（1926年）2月17日          | 共產國際執行委員會第六次全會的聯共（布）代表團核心小組在會議中讨论議決，「關於接納國民黨（按照共產國際章程第17條）作為同情黨加入共產國際的問題提交政治局討論」。 |
| 民國15年（1926年）2月18日          | 聯共（布）中央政治局會議中對國民黨加入共產國際問題进行讨论表决。最终會議決定：「鑒於廣州國民政府的國際環境和中國革命運動的未来發展前景，認為有必要提前同國民黨代表舉行的非正式會議上說服國民黨代表不要提出國民黨加入共產國際的問題」。 |
| 民國15年（1926年）2月25日          | 共產國際執行委员會主席團在給國民黨中央委員會的信，寫道：「國民黨作為同情黨正式加入共產國際自然不會遇到甚麼反對意見」。 |
| 民國15年（1926年）2月17日至3月15日 | 共產國際執行委員會第六次擴大全會決議通过了吸收中國國民黨為共產國際的同情黨，並選舉蔣介石為共產國際執委主席團名譽委員。國民黨代表胡漢民也在2月下旬列席了第六次擴大全會。 |
| 民國15年（1926年）3月20日          | 中山艦事件爆發，國民政府主席汪兆銘被迫出走國外，蔣介石被推選為国民革命军总司令領導北伐。 |
| 民國15年（1926年）5月19日          | 张人杰当选第一任中国国民党中央执行委员会常务委员会主席。成为继孙中山总理之后，中国国民党第二任正式领导人。 |
| 民國17年（1928年）                 | 奉系軍閥張學良宣布「東北易幟」，效忠於國民政府。國民革命軍北伐成功，中國自國民革命以來的分裂局勢宣告統一，再次建立了全國一統的法統政府。 |
| 民國34年（1945年）                 | 領導國民革命軍對日抗戰勝利（八年抗戰、第二次世界大戰），期間廢除了中國自清朝以來與世界列強簽訂之對中國不平等條約，使中國躋身世界四強，並成為國際組織聯合國的創始會員國，與美、英、法、蘇聯同為安全理事會常任理事國。 |
| 民國35年（1946年）1月10日至1月31日 | 由國民黨8人、共產黨7人、民主同盟9人、青年黨5人、無黨派人士9人等38位代表在重慶召開政治協商會議，通過政府改組案、和平建國綱領案、軍事問題案、國民大會案、協定五五憲草的修改原則12項，並決定組織憲草審議委員會；11月15日，在共產黨缺席、但國大代表超過法定人數的情況下，制憲國民大會在南京召開；12月25日三讀通過，於民國36年（西元1947年）元旦公佈，正式頒行《中華民國憲法》。 |

## 多次分裂
| 年份                       | 事件 |
| 民國14年（1925年）11月23日 | 邹鲁、谢持、林森、張繼等12名反對容共的國民黨右派中央執行委員和監察委員，在西山碧云寺召開“國民黨一屆四中全會”，史稱西山會議。會後，他們在上海另立中央，形成「西山會議派」。 |
| 民國15年（1926年）3月20日  | 蔣中正發動中山艦事件，包圍蘇聯領事館與多處政府辦公處，將長期傾左的國民主席汪兆銘架空，並試圖影響國府與共產國際之合作關係，後來汪負氣辭職，蔣中正代為領導政府，他意識現有局勢不容許反共，因此延續聯俄容共政策。 |
| 民國16年（1927年）4月      | 蔣中正帶領國民革命軍北伐到達南京，與武漢的汪精卫黨中央因處理中國共產黨問題而起短暫分裂，另立國民政府。史稱寧漢分裂。後來汪精卫亦清共，9月宣布武漢國民政府遷到南京合併，史稱寧漢合流（亦稱寧漢復合）。 |
| 民國16年（1927年）8月1日   | 中共發動南昌暴動。當天上午，譚平山以國民黨中央執行委員會常務委員名義，在南昌主持召開了國民黨中央委員及各省區特別市和海外各黨部代表聯席會議，通過了《中央委員宣言》，成立了「中國國民黨革命委員會」，以譚平山為主席團主席，吳玉章為祕書長。在中共部隊按計劃撤離南昌，南下廣東途中到達汀州時，革命委員會決定沿用國民政府的名義對外，並以譚平山為國民政府委員長，陳友仁、顧順章、王荷波、蘇兆征等為國民政府常務委員。9月24日，中共部隊到達汕頭後，決定正式成立國民政府，並決定由譚平山任國民政府主席。25日張太雷到達汕頭，提出反對此前的決定，並即於第二天召開南方局會議，決定暫不發表國民政府名單。此事擱置，隨後形勢惡化而終不成事。後谭平山、周恩來、劉伯承、賀龍、葉挺等主要負責人離隊，分別前往香港、上海。 |
| 民國16年（1927年）11月     | 國民黨左派宋慶齡、鄧演達等以「中國國民黨臨時行動委員會」名義，發表《對中國及世界革命民眾宣言》。民國17年（1928年）初，譚平山、章伯鈞等在上海成立「中華革命黨」，以鄧演達為總負責。民國19年（1930年）8月9日，鄧演達在上海成立「中國國民黨臨時行動委員會」，成為國共之外的“第三黨”。民國24年（1935年）11月10日，中國國民黨臨時行動委員會改名為「中華民族解放行動委員會」。民國36年（1947年）2月3日，改黨名為「中國農工民主黨」（簡稱“農工党”）。1949年中華人民共和國建立後成為接受中國共產黨領導的「民主黨派」。 |
| 民國22年（1933年）11月20日 | 國民黨左派發動福建事變。領導事變的蔡廷鍇、陳銘樞、李濟深等人召開會議，決定解散或脫離原有的黨派，以集體簽名的方式共同組織「生產人民黨」。22日，“中華共和國”成立。同時，李濟深、陳銘樞、蔡廷鍇、蔣光鼐、李章達等聯名脫離中國國民黨。隨後，黃琪翔等宣布解散第三黨，組建生產人民黨，由陳銘樞任生產人民黨總書記。當時在福建的脫離國民黨的分子，已解散的第三黨成員，少數的中國共產黨脫黨分子，以及十九路軍高級軍官均參加了生產人民黨。該黨控制了中華共和國政府實權。民國23年（1934年）1月13日，中華共和國政府首腦人物李濟深、陳銘樞、蔣光鼐、黃琪翔乘飛機離開福州先到泉州，中華共和國實際上宣告結束。生產人民黨隨之轉移到香港。黃琪翔等原第三黨成員決議恢復第三黨。生產人民黨隨著第三黨退出而部分解體。民國24年（1935年）7月下旬，「中華民族革命同盟」在香港成立。民國26年（1937年）七七事變後，10月29日，李濟深、陳銘樞、蔣光鼐、蔡廷鍇等解散中華民族革命同盟，返回大陸。 |
| 民國27年（1938年）         | 汪精衛以中國國民黨中央副總裁身份，帶著周佛海等一幫國民黨親日派大員，逃到越南河内。 |
| 民國28年（1939年）         | 汪精衛在上海秘密召開中國國民黨第六次全國代表大会，中國國民黨中央斥其為非法。 |
| 民國34年（1945年）10月     | 國民黨左派在重慶成立「三民主義同志聯合會」（簡稱“民聯”）。民國35年（1946年）4月，國民黨左派在廣州成立「中國民主促進會」（非“民進”），後更名為「中國國民黨民主促進會」（簡稱“民促”）。民國37年（1948年）1月1日，民聯、民促等國民黨左派人士在香港聯合建立「中國國民黨革命委員會」（簡稱“民革”），民聯和民促繼續存在。1949年10月中華人民共和國建立後，11月，民聯、民促并入民革，宣告結束。中國國民黨革命委員會成為接受中國共產黨領導的「民主黨派」，和目前在台灣的中國國民黨並無主從關係。 |

西山會議派在寧漢分裂後支持南京國民政府回歸國民黨中央，及寧漢復合後南京、武漢兩國民政府重新統一。

## 大事記

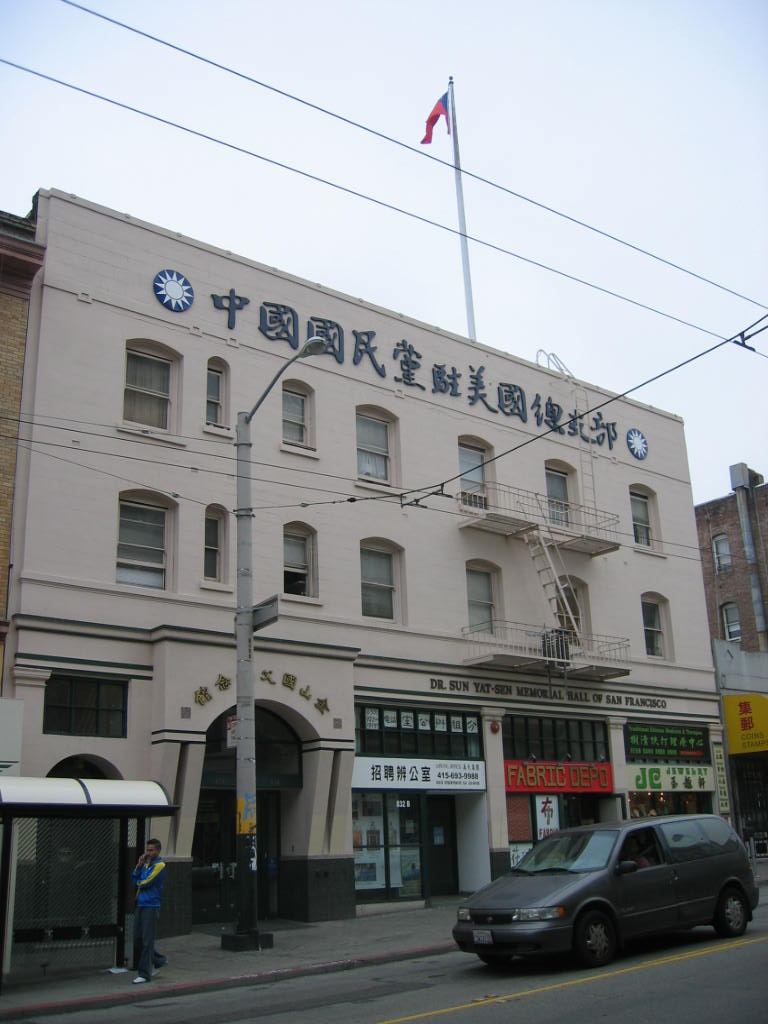
位於美國舊金山華埠的中國國民黨駐美國總支部

以下提及如總理、總裁、主席等職務，無特別指名者，均為黨內職務。
| 年份                 | 事件 |
| 清光緒20年（1894年） | 興中會成立於夏威夷檀香山。1895年總部設於英屬香港。                                                                           |
| 清光緒29年（1903年） | 黃興等人成立華興會於湖南長沙。                                                                                               |
| 清光緒30年（1904年） | 章太炎等人成立光復會於上海。                                                                                                 |
| 清光緒31年（1905年） | 中國同盟會成立於日本東京。                                                                                                   |
| 清宣統2年（1910年）  | 同盟會總會成立於檀香山。 |
| 民國元年（1912年）   | 同盟會聯合數個政黨組成國民黨於北京。                                                                                         |
| 民國3年（1914年）    | 國民黨改組為中華革命黨於日本東京。                                                                                           |
| 民國8年（1919年）    | 孫中山恢復和改組中華革命黨為中國國民黨，並被推選為總理。                                                                     |
| 民國12年（1923年）   | 同意蘇聯「聯俄容共」要求。                                                                                                   |
| 民國13年（1924年）   | 中央黨部隨中華民國軍政府落腳廣州。黃埔軍校成立，蔣中正為軍校校長，黨內開始培養軍事人才和武裝力量。                           |
| 民國14年（1925年）   | 中國國民黨總理孫中山逝世。                                                                                                   |
| 民國15年（1926年）   | 推選张静江為中國國民黨中常会主席。蔣中正率領國民革命軍，開始北伐行動。                                                       |
| 民國16年（1927年）   | 中國國民黨清黨，結束「聯俄容共」，成立南京國民政府。中央黨部隨國民政府遷到南京，定址於原临时政府参议院旧址。第一次國共內戰。 |
| 民國17年（1928年）   | 北伐結束，成為全中華民國大陆地区的執政黨。                                                                                   |
| 民國25年（1936年）   | 西安事變爆發，國民黨停止剿共。「國共聯合抗日」。                                                                             |
| 民國26年（1937年）   | 日軍全面侵華，抗日戰爭爆發。                                                                                                 |
| 民國27年（1938年）   | 抗戰開始，南京保衛戰失利，國民政府遷至重慶。推選蔣中正為中國國民黨總裁。                                                     |
| 民國34年（1945年）   | 抗戰勝利，國民政府接管臺灣及澎湖。                                                                                           |
| 民國35年（1946年）   | 國民政府遷回南京。第二次國共內戰爆發。                                                                                       |
| 民國36年（1947年）   | 中華民國行憲，舉行國大代表與立法委員選舉。                                                                                   |
| 民國37年（1948年）   | 1948年中華民國總統選舉，國民政府改組為中華民國政府，蔣中正總裁与李宗仁分別當選中華民國首任總統、副總統。                     |
| 民國38年（1949年）   | 國共戰爭中戡亂失利，蔣中正總裁辭去總統職位，李宗仁代总统。蔣中正於12月飛抵臺灣。                                             |